# Pontus Almqvist
Pontus Skule Erik Almqvist (ur. 10 lipca 1999 w Nyköping) – szwedzki piłkarz, występujący na pozycji lewego lub prawego skrzydłowego i prawego pomocnika, od 2023 we włoskim klubie US Lecce, do którego jest wypożyczony z FK Rostów. W swojej karierze grał także w IFK Norrköping, IF Sylvia, Varbergs BoIS, Norrby IF, FK Rostów, FC Utrecht, Pogoni Szczecin. W latach 2017–2020 młodzieżowy reprezentant Szwecji.

## Życie prywatne
Jego starsza siostra, Tove (ur. 1996), również została piłkarką.